# Бейкер, Говард
Говард Генри Бейкер, младший (англ. Howard Henry Baker, Jr.; 15 ноября 1925, Хантсвилл, штат Теннесси, США — 26 июня 2014, там же) — американский государственный деятель, сенатор США (1967—1985), глава администрации президента США (1987—1988).

## Биография
Родился в семье Говарда Генри Бейкера, члена Палаты представителей Конгресса США (1951—1964). Окончив подготовительную военную школу, в 1943—1946 гг. служил в ВМС США. Затем учился в университете Юга в Сьюани, а затем изучал электротехнику в Тулейнском университете в Новом Орлеане. В 1949 г. получил юридическое образование в Университете Теннесси, в том же году был принят в Коллегию адвокатов и начал работать в юридической фирме, которая была основана его дедом.
Параллельно активно занимался бизнесом. Являлся председателем наблюдательного совета Первого Национального банка в Онейде и президентом Colonial Natural Gas Co. в Уайтевилле (Виргиния). В 1964 г. вступил в Республиканскую партию, его первое участие в публичной политике было связано с неудачной попыткой избрания в сенат.
- 1967—1985 гг. — сенатор от штата Теннесси. 1977—1981 гг. — лидер республиканского меньшинства в Сенате. Особое внимание уделял внешнеполитическим вопросам: заключению договоров с Панамой и азиатской политике. В 1980 г. был одним из кандидатов от Республиканской партии на пост президента США, но проиграл партийные праймериз Рональду Рейгану.
- 1971 г. — президент Никсон предложил ему место в Верховном суде США, однако политик слишком долго думал, в результате глава государства выдвинул кандидатуру Уильяма Ренквиста.
- 1973 г. — сопредседатель особой комиссии Сената по расследованию Уотергейтского скандала в 1973—1974 гг. Известность ему принес вопрос «Что знал президент, и когда он это узнал?», сфокусировавший внимание общественности на попытке замалчивания скандала.
- 1981—1985 гг. — лидер республиканского большинства в сенате США. На выборах 1984 г. не выставил свою кандидатуру на переизбрание.

Часто выступал как надпартийный политик, для которого на первом месте стояли общенациональные интересы. Он поддерживал, в частности, ряд внешнеполитических инициатив президента-демократа Джимми Картера, а став лидером сенатского большинства демонстрировал по ряду вопросов несогласие с политикой Рональда Рейгана.
В 1987 г. ему было предложено возглавить ЦРУ, однако политик ответил отказом, в том же году из-за разоблачений в рамках дела Иран-контрас был вынужден уйти в отставку глава президентской администрации Дональд Риган. На его место был назначен Бейкер, занимавший этот пост до 1988 г.
В 2001—2005 гг. — посол в Японии.
В 2007 г. он вместе с бывшими лидерами большинства в Сенате Бобом Доулом, Томом Дэшлом и Джорджем Митчеллом основал двухпартийный политический центр, некоммерческий мозговой центр, нацеленный на выработку программ, соответствующий интересам обеих ведущих партий США.
В последние годы жизни он занимал должность старшего юрисконсульта в юридической фирме Baker, Donelson, Bearman, Caldwell & Berkowitz. Также являлся членом Консультативного совета Партнерства для Американской безопасности (Secure America, некоммерческой организации, призванной содействовать реализации американской политике национальной безопасности и внешней политики. Также был членом совета директоров Международного фонда избирательных систем, некоммерческого фонда, занимающегося поддержкой свободных выборов за рубежом.
В 1984 г. был удостоен Президентской медали Свободы.